# Alan Tudyk
Alan Wray Tudyk (El Paso, 16 maart 1971) is een Amerikaans acteur. Hij werd in 2015 genomineerd voor een Emmy Award voor het inspreken van de stem van Wray Nerely in het computerspel Con Man. De prijzen die hij daadwerkelijk won, waren ook voornamelijk voor stemrollen, zoals een Annie Award voor die van King Candy in Wreck-It Ralph.
Tudyk speelt rollen in verscheidene filmgenres. Zo was bijvoorbeeld 28 Days een dramafilm, 3:10 to Yuma een western, zijn Dodgeball: A True Underdog Story en Knocked Up komedies en zowel I, Robot als Serenity sciencefictionfilms. Daarnaast sprak Tudyk stemmen in voor zowel Ice Age als opvolgers Ice Age: The Meltdown en Ice Age: Continental Drift, telkens voor andere personages. In het eerste deel gaf hij Oscar the Smilodon en Dab the Dodo een stem, in het tweede Cholly the Chalicothere en in het derde Milton en Hunky Siren.
Daarnaast speelde hij in onder meer Joss Whedons sciencefictionserie Firefly en de daaruit voortkomende film Serenity, sitcom Suburgatory, komedieserie Con Man, sciencefictionkomedie Dirk Gently's Holistic Detective Agency en horrorkomedie Santa Clarita Diet.

## Filmografie
*Exclusief televisiefilms
| - Superman (2025, stem) - Moana 2 (2024, stem) - Wish (2023, stem) - Once Upon a Studio (2023, stem) - Peter Pan & Wendy (2023) - Strange World (2022, stem) - Disenchanted (2022, stem) - Encanto (2021, stem) - Raya and the Last Dragon (2021, stem) - Frozen II (2019, stem) - Aladdin (2019, stem) - Ralph Breaks the Internet (2018, stem) - Deadpool 2 (2018) - Rogue One: A Star Wars Story (2016) - Moana (2016, stem) - Zootopia (2016, stem) - Oddball (2015) - Trumbo (2015) - Maze Runner: The Scorch Trials (2015) - Thrilling Adventure Hour Live (2015) - Tell (2014) - Big Hero 6 (2014, stem) - Welcome to Me (2014) - Premature (2014) - Frozen (2013, stem) - 42 (2013) | - Wreck-It Ralph (2012, stem) - Ice Age: Continental Drift (2012, stem) - Abraham Lincoln: Vampire Hunter (2012) - Strange Frame: Love & Sax (2012) - Transformers: Dark of the Moon (2011) - Alvin and the Chipmunks: Chipwrecked (2011, stem) - Conception (2011) - Beautiful Boy (2010) - Tucker & Dale vs Evil (2010) - 3:10 to Yuma (2007) - Knocked Up (2007) - Death at a Funeral (2007) - Ice Age: The Meltdown (2006, stem) - Serenity (2005) - Rx (2005) - I, Robot (2004) - Dodgeball: A True Underdog Story (2004) - Ice Age (2002, stem) - Hearts in Atlantis (2001) - A Knight's Tale (2001) - Wonder Boys (2000) - 28 Days (2000) - Patch Adams (1998) - 35 Miles from Normal (1997) |

## Televisieseries
*Exclusief eenmalige gastrollen
- Andor - K-2SO (2025, 3 afleveringen)
- Creature Commandos - Doctor Phosphorus, Surfer Son, Will Magnus en Clayface (2024-2025, 7 afleveringen, stem)
- Resident Alien (2023-2025)
- M.O.D.O.K. - Arcade (2021, 2 afleveringen, stem)
- Big Hero 6: The Series - Krei (2017-2021, 21 afleveringen, stem)
- Star vs. the Forces of Evil - Verschillende stemmen (2015-2019, 46 afleveringen)
- The Tick - Dangerboat (2017-2019, 15 afleveringen)
- Santa Clarita Diet - Gary West (2019, 7 afleveringen)
- Arrested Development - Pastor Veal (2005-2019, 5 afleveringen)
- American Dad! - Verschillende stemmen (2011-2019, 13 afleveringen)
- Young Justice - Oliver Queen / Green Arrow (2010-2019, 11 afleveringen, stem)
- Dirk Gently's Holistic Detective Agency - Mr. Priest (2017, 6 afleveringen)
- The Adventures of Puss in Boots - Uli (2015-2017, 10 afleveringen, stem)
- Powerless - Van Wayne (2017, 12 afleveringen)
- Adventure Time with Finn & Jake - Chatsberry en overige stemmen (2015-2017, 2 afleveringen, stem)
- Con Man - Wray Nerely (2015-2017, 25 afleveringen)
- TripTank - Verschillende stemmen, 2014-2016, 6 afleveringen)
- Robot Chicken - Verschillende stemmen (2011-2016, 3 afleveringen)
- Newsreaders - Reagan Biscayne (2014-2015, 14 afleveringen)
- Suburgatory - Noah Werner (2011-2014, 47 afleveringen)
- Chozen - Verschillende stemmen (2014, 5 afleveringen)
- The Power Inside - Jack (2013, 2 afleveringen)
- The Life & Times of Tim - Verschillende stemmen (2010-2011, 3 afleveringen)
- Good Vibes - Lonnie (2011, 12 afleveringen, stem)
- Batman: The Brave and the Bold - The Flash / Barry Allen (2010-2011, 2 afleveringen, stem)
- Glenn Martin DDS - Verschillende stemmen (2009-2010, 5 afleveringen)
- Dollhouse - Alpha (2009, 4 afleveringen)
- V - Dale Maddox (2009, 3 afleveringen)
- Firefly - Hoban 'Wash' Washburne (2002-2003, 14 afleveringen)
- Strangers with Candy - Vader (2000, 2 afleveringen)

- Bibsys: 3013812
- Biblioteca Nacional de España: XX4837111
- Bibliothèque nationale de France: cb15082431c (data)
- Gemeinsame Normdatei: 159332265
- International Standard Name Identifier: 0000 0000 7826 8833
- Library of Congress Control Number: no2003071815
- MusicBrainz: 2b25f98e-dfaa-48e0-8175-1a61f986e7a2
- Nationale Bibliotheek van Tsjechië: xx0098040
- Nationale Bibliotheek van Israël: 987007337820005171
- Nationale Bibliotheek van Polen: a0000001601496
- Nederlandse Thesaurus van Auteursnamen: 334076013
- SNAC: w6s887z6
- Système universitaire de documentation: 229939481
- Virtual International Authority File: 90618747
- WorldCat: E39PBJwCYvpghQpmK4gyFJxqwC